# Narthecoceros
Narthecoceros is een geslacht van vlinders van de familie dominomotten (Autostichidae), uit de onderfamilie Autostichinae.

## Soorten
- N. logica Meyrick, 1910
- N. platyconta (Meyrick, 1905)
- N. xylodes Meyrick, 1906